# 甘青青兰
甘青青兰（学名：Dracocephalum tanguticum）为唇形科青兰属下的一个种。

## 扩展阅读
- 維基物種上的相關：甘青青兰